# Jacques et Laurent Pourcel
Pour les articles homonymes, voir Pourcel.
Jacques et Laurent Pourcel, nés à Agde (Hérault) le 13 septembre 1964, sont deux cuisiniers.  
Frères jumeaux, ils créent en 1988, avec leur ami Olivier Château, le restaurant Le Jardin des Sens à Montpellier, qui sera triplement étoilé au Guide Michelin de 1998 à 2006. 
En 2010, ils sont choisis pour représenter la gastronomie française à l'Exposition universelle de Shanghai. 
Ils ferment pour un temps leur restaurant Jardin des sens, le temps de concrétiser un nouveau projet. Ils sont propriétaires de  l’hôtel Richer-de-Belleval sur la place de la Canourgue à Montpellier, dans lequel ils prévoient d'ouvrir un nouveau restaurant. Entre-temps, en juin 2016, ils ont inauguré un établissement transitoire, sur l’avenue de la mer, entre Montpellier et Lattes. 

## Les établissements du Groupe Pourcel
- Le Jardin des Sens à Montpellier
- Maison Blanche à Paris
- Sens & Saveurs à Tokyo
- D'Sens à Bangkok
- Maison Pourcel à Shanghai
- Au Comptoir à Montpellier
- Insensé (dans le musée Fabre) à Montpellier
- Atelier de cuisine à Montpellier
- Terminal#1 à Montpellier
- Bistrot de la Canourgue à Montpellier
- Café Français à Colombo au Sri Lanka

## Restaurants éphémères
- avril-septembre 2011 : Carré Mer à Villeneuve-lès-Maguelone

## Autres enseignes
- JDS,
- Cie des Comptoirs,
- W’Sens à Londres,
- Yazhou à Beyrouth

## Distinctions
Le restaurant de Shanghai fut élu "Meilleur restaurant français 2011" par le magazine "Modern Weekly" et fut distingué d'un Award dans la catégorie “Meilleur restaurant européen et américain” en janvier 2012.